# 枞阳镇
枞阳镇，是中国安徽省中南部、长江北岸枞阳县下辖的一个乡镇级行政单位。

## 行政区划
枞阳镇下辖以下地区：
新华社区、建设社区、光明社区、莲花湖社区、胜利社区、前进社区、湖滨社区、下枞阳社区、石岭社区、蒲洲社区、老庄社区、石矶头社区、旗山社区、小缸窑社区、连城村、沿河村、长安村、展望村、长河村、双龙村、戚矶村、郭桥村、大青山村、五一村、古塘村和青龙村。